# Pllaçicë
Pllaçicë / Pločice (cyr. Плочице) – wieś w Kosowie, w regionie Prizren, w gminie Malishevë/Mališevo. W 2011 roku liczyła 716 mieszkańców. 